# کمبل (آلاباما)
کمبل (انگلیسی: Campbell؛ ‏تلفظ نام‌خانوادگی: ‎/ˈkæmbəl/‎) یک منطقهٔ مسکونی در ایالات متحده آمریکا است که در شهرستان کلارک، آلاباما واقع شده‌است. کمپبل ۲۸٫۹۶ متر بالاتر از سطح دریا واقع شده‌است.